# Radek Dosoudil
Radek Dosoudil (* 20. Juni 1983 in Mladá Boleslav) ist ein tschechischer Fußballspieler.

## Vereinskarriere
Dosoudil spielte in seiner Jugend erst für den FK Mladá Boleslav. Mit 15 Jahren wurde er zur Jugend von Sparta Prag geholt. Im Herbst 2001 ging er als Leihe zu Mladá Boleslav. In den Jahren 2002 bis 2004 spielte er nur in der B-Mannschaft von Sparta. Im Herbst 2004 wurde er an Jablonec ausgeliehen. Beim türkischen Denizlispor spielte er nur sechs Monate, weil der neue Trainer und die neue Vereinsführung ihm keine Chance gaben.  Nach einem Jahr bei Slavia Prag kam er zum Artmedia Petržalka für zwei Spielzeiten. Dort holte er 2008 so die slowakische Meisterschaft wie auch den slowakischen Pokal, was ihm 2011 auch mit Slovan gelang. Im Sommer 2009 wechselte er zum ŠK Slovan Bratislava.

### Nationalmannschaft
Dosoudil spielte regelmäßig in tschechischen U-15 bis U-21 Jugend- und Juniorenauswahlmannschaften. Er spielte auch bei den U-19 Europameisterschaften 2002.

## Erfolge
- Fußballmeister der Slowakei: 2007/08, 2010/11
- Slowakischer Fußballpokalsieger: 2008, 2010, 2011